# Раффлс-плейс
Раффлс-плейс - центр фінансового району Сінгапуру, що розташований на південь від гирла річки Сінгапур .  Вперше він був запланований і розроблений у 1820-х роках як Комерційна площа, яка слугувала центром комерційної зони Сінгапуру в Генеральному плані міста Раффлса . Площа була перейменована в Раффлс-Плейс в 1858 році і зараз є місцем розташування будівель великих банків. Площа розташована у в Центральній частині міста, саме тут розташовані найвищі будівлі та визначні пам'ятки країни. 

## Історія

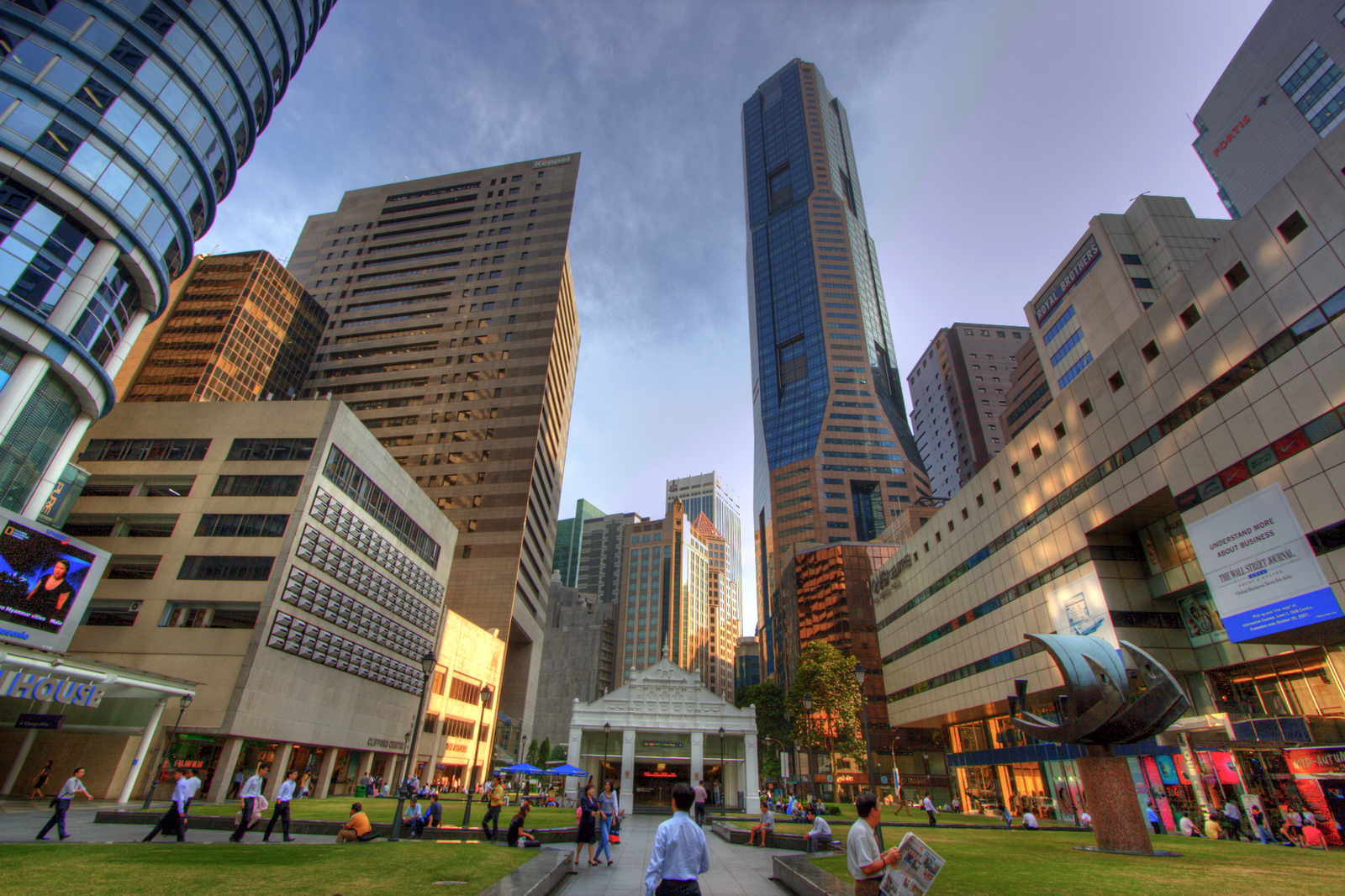
Центральна площа Раффлс-Плейс

### Початок
Засновник сучасного Сінгапуру сер Стемфорд Раффлс в 1822 році вказував на необхідність створення торгової зони на південно-західній стороні річки Сінгапур.  Інженер гарнізону лейтенант Р. Філіп Джексон отримав завдання скласти план міста на основі вказівок Рафлеса. 
Для будівництва був вибраний пагорб між  Комерційною площею та Беттері-Роуд.  Під наглядом Раффлеса пагорб був вирівняний, ґрунт якого потім використовувався для відновлення заболоченого південного берега річки Сінгапур для формування причалів. Комерційна площа була створена як відкритий простір, з невеликим садом посередині.  На цій території були засновані комерційні підприємства; навколо площі споруджені дво- та чотириповерхові будинки, в яких розміщувалися банки та торгові компанії. 
8 березня 1858 року Комерційну площу було перейменовано на Раффлс-Плейс.  На південній стороні площі було багато складів із причалами, які дозволяли завантажувати та вивантажувати вантажі безпосередньо з човнів. З 1858 по 1864 роки південна сторона площі була  розширена, та побудована набережна, яка була названа на честь головного інженера Джорджа Колліера, який ініціював її будівництво.  Розширення звільнило більшу площу, призначену для торгівлі, та залучило більше підприємств, таких як магазини роздрібної торгівлі та банки. 

### Комерція та роздрібна торгівля

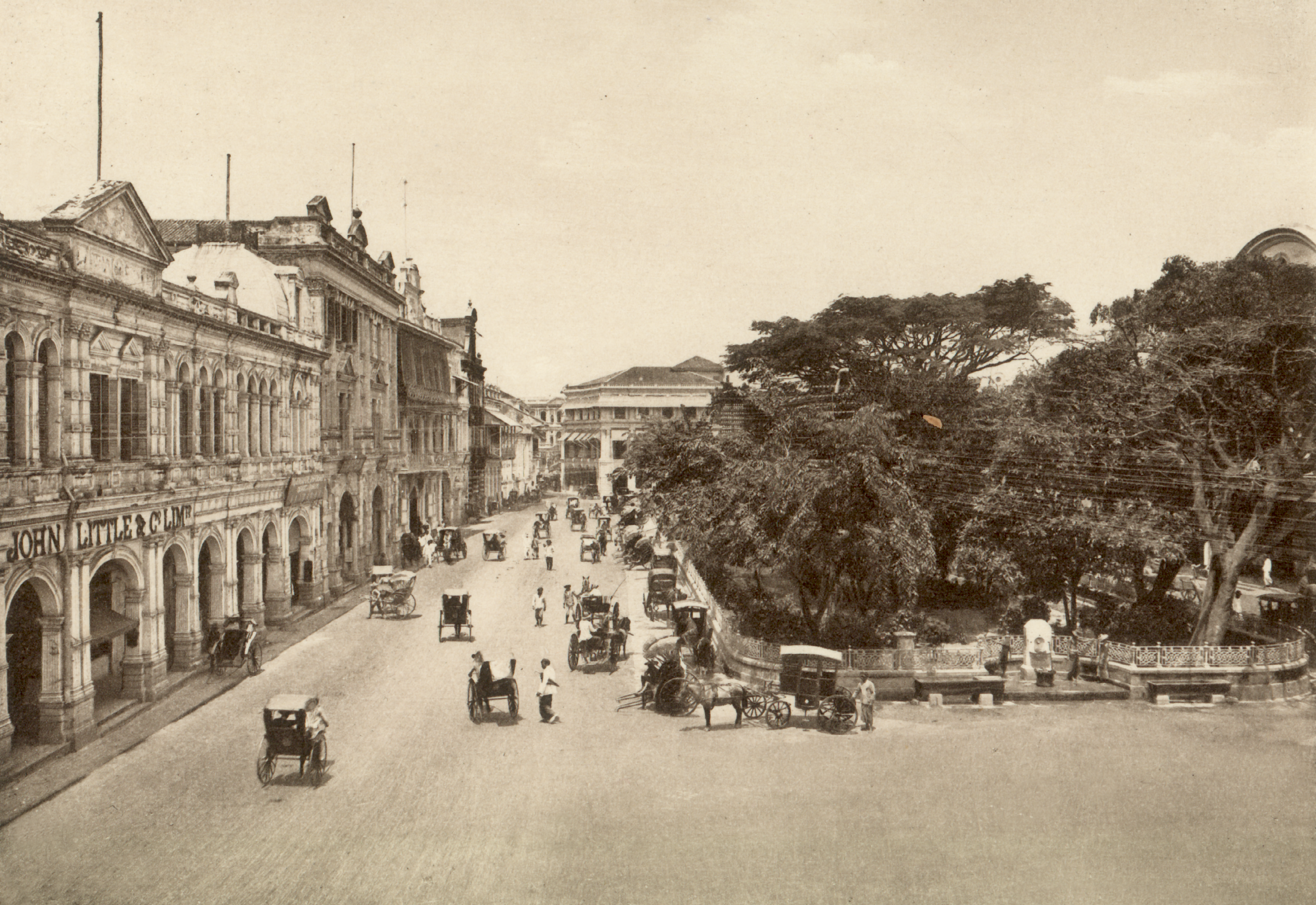
Раффлс-Плейс, прибл. 1910 рік

У XIX столітті район став місцем для відомих роздрібних магазинів. Роздрібний магазин, який став найстарішим універмагом в Сінгапурі, був відкритий 30 серпня 1842 року.  Робінсонс, ще один із перших універмагів,був відкритий на Раффлс-Плейс в 1858 році як "сімейний склад". 

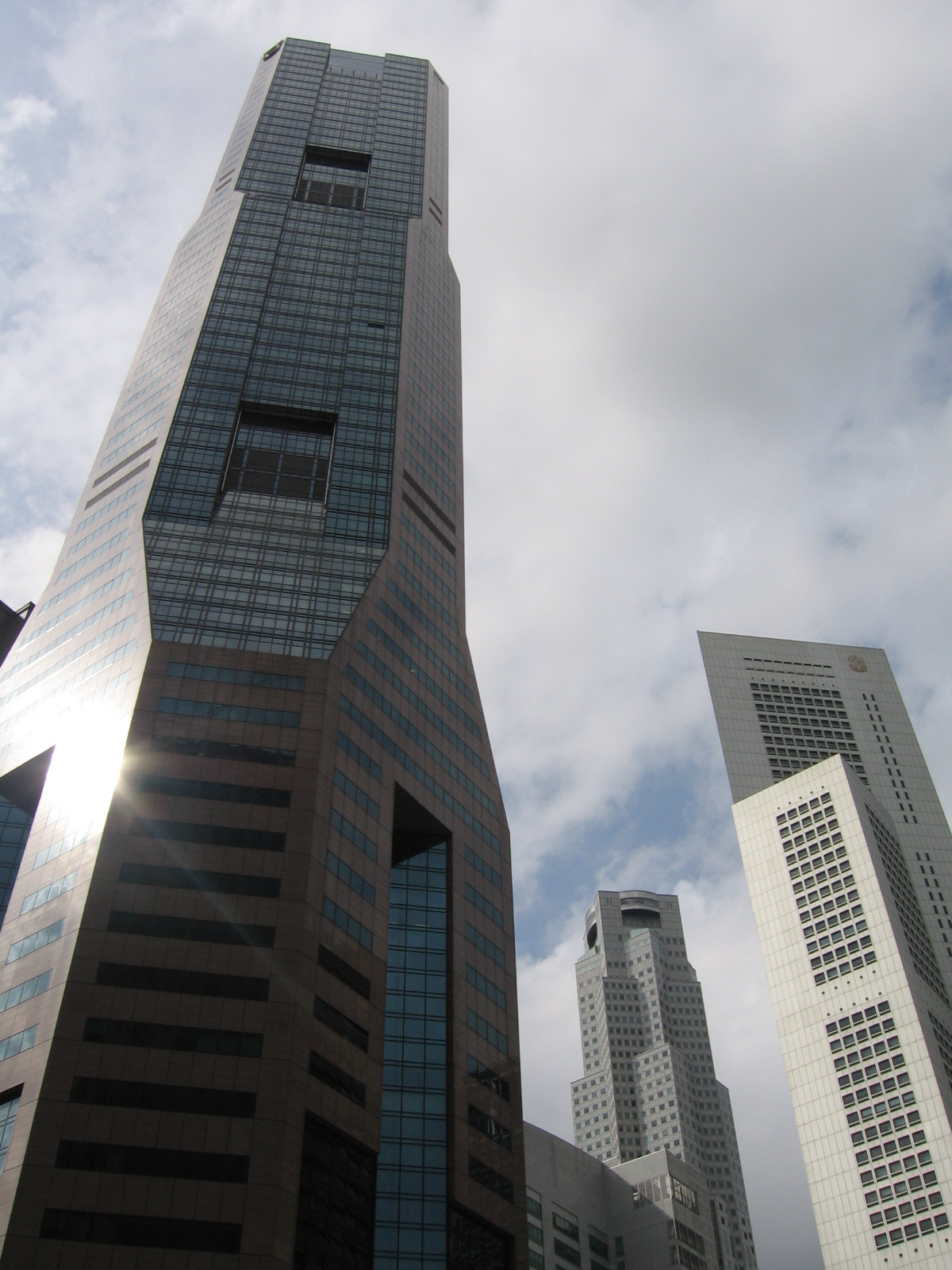
Три найвищі будівлі в Сінгапурі, що розташовані на Раффлс-плейс, зліва направо, Republic Plaza, UOB Plaza One та One Raffles Place. Усі три - 280 метрів у висоту.

Під час Другої світової війни Раффлс-Плейс був одним із місць, що постраждало від японських бомб під час повітряної атаки на Сінгапур 8 грудня 1941 року.  Японська окупація Сінгапуру тимчасово зупинила майже безперервний комерційний розвиток цього місця. 
У 60-х та 70-х роках XX століття роздрібні торговці почали зникати з Раффлс-Плейс, і їх замінили фінансові установи та великі банки.  

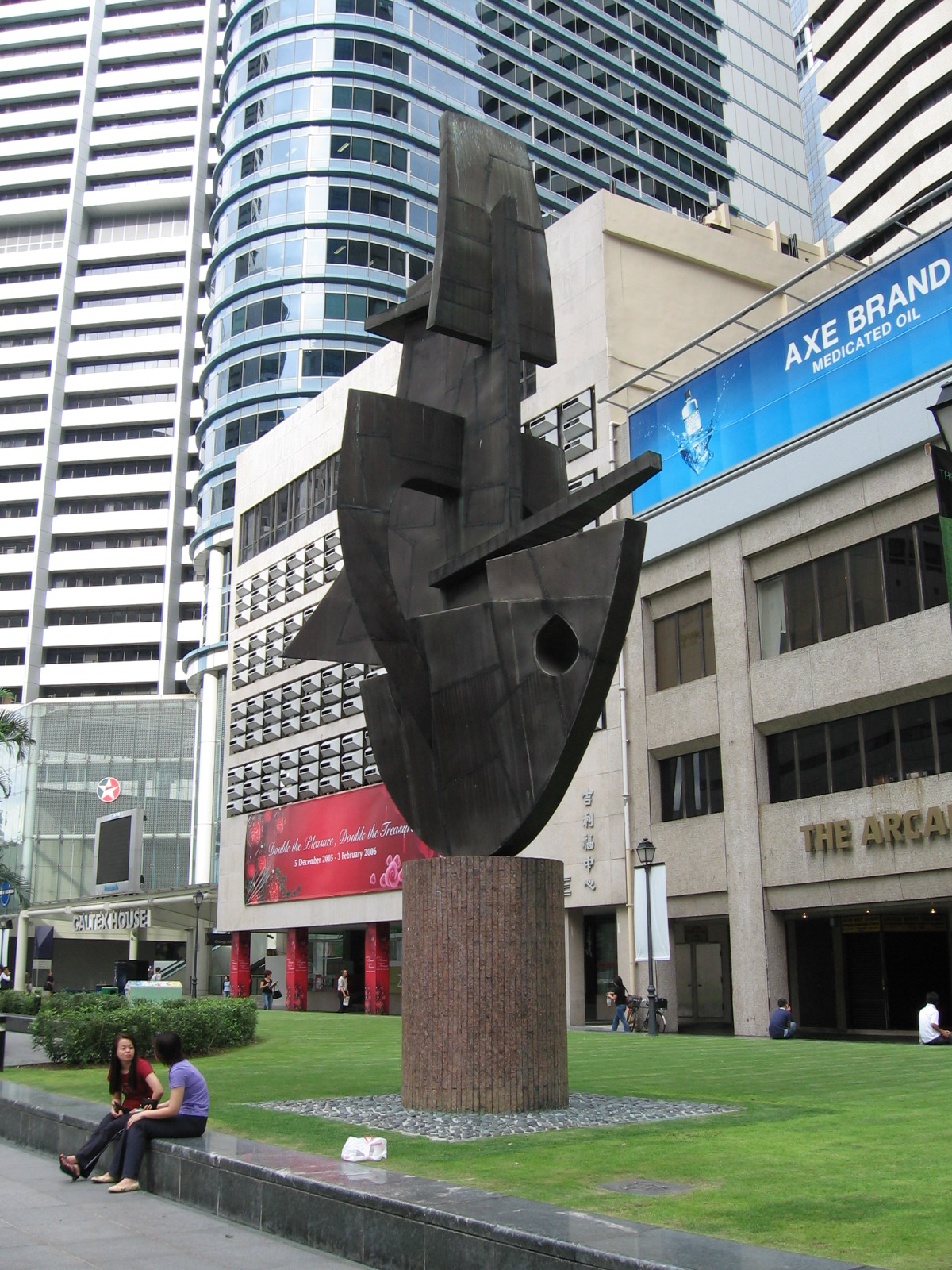
Сучасний Раффлс-Плейс, фінансове серце Сінгапуру.

Перший підземний автомобільний парк в Сінгапурі був побудований в 1965 році під Раффлс-Плейс, але був замінений в 1980 році на станцію метро Raffles Place, яка відкрилась в грудні 1987 року   Вхід на станцію виконаний у вигляді старої будівлі Джона Літла. 
На раффлс-Плейс зараз переважають одні з найвищих будівель Сінгапуру, де розташовані  найбільші банки. Будівля UOB була добудована в 1974 році, а пізніше добудована та перетворена на UOB Plaza . Інші будівлі, такі як Сінгапур Ленд Тауер, Кліффорд-Центр, Оушен-Білдінг, OUB-Центр та Репаблік Плаза, також замінили старі будівлі.  До моменту будівництва Танджон Пагар Центр у 2016 році на Раффлс-плейс знаходились три найвищі будівлі. 

## Визначні будівлі
У Раффлс-Плейс розташовано кілька ключових будівель, включаючи UOB Плаза, Ван Раффлс Ван Раффлс Плейс, Репаблік Плаза, Сінгапур Ленд Тауер та OCBC Центр . Фуллертон Отель Сінгапур, готель в відремонтованому старому приміщенні Головного поштамту, відомий туристичний монумент Мерліон і Арт-центр Театр Еспланада розташовані поблизу. Поруч розташована Сінгапурська фондова біржа . Кілька ключових адміністративних будівель Сінгапуру, такі як Будинок парламенту, Верховний суд та Ратуша, розташовані на північ через річку, але технічно вони не є частиною Раффлс-Плейс. 

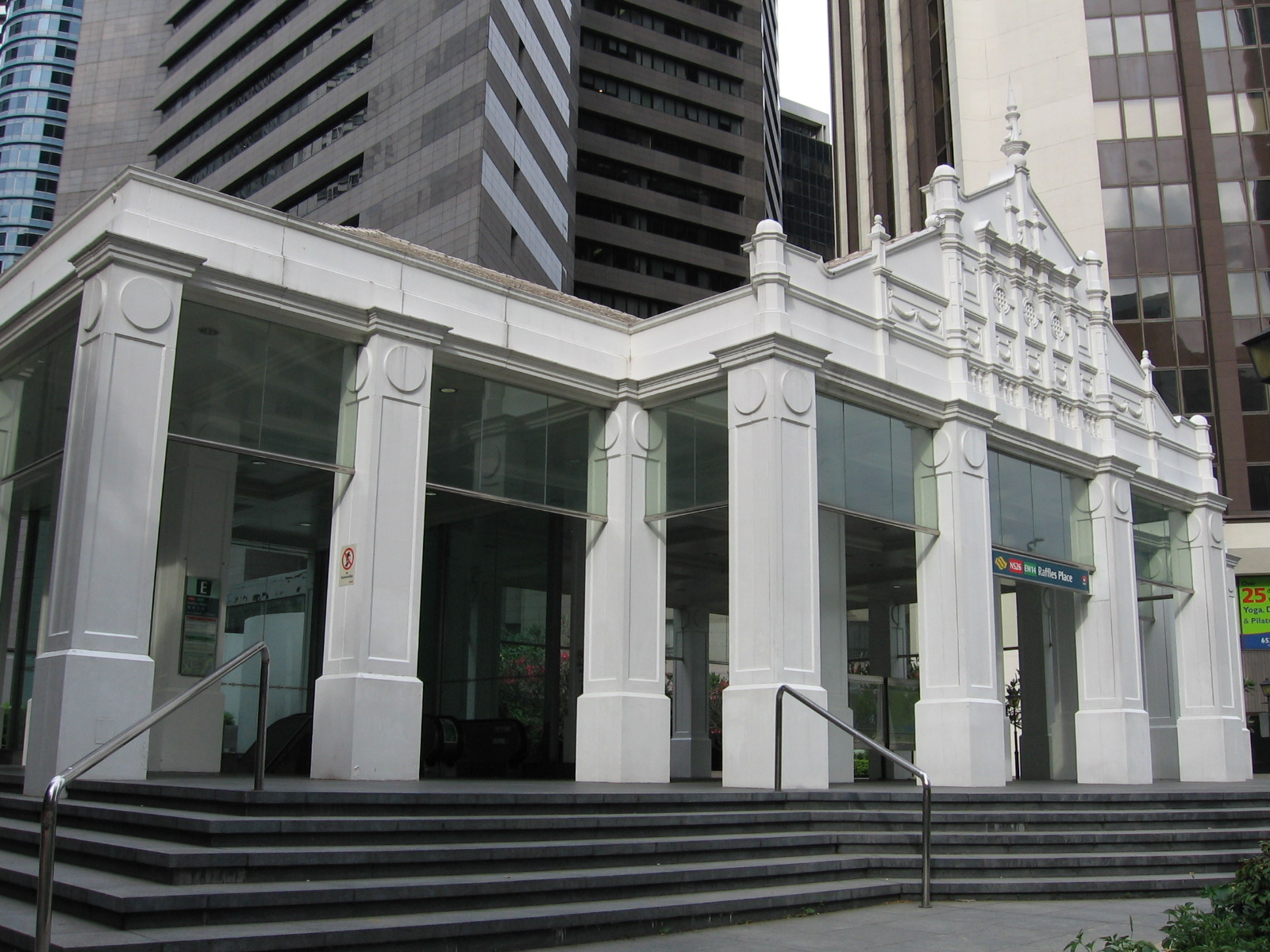
Вхід на станцію MRT Раффлс-Плейс.

## Зовнішні посилання
- Карта рівня вулиці Raffles Place